# I'm a Singer
『I'm a Singer』（アイム・ア・シンガー）は、日本の歌手である雪村いづみのオリジナルアルバム。1994年4月8日に東芝EMI / EASTWORLDから発売された。

## 制作
前作『ブルー・カナリー』から約2年ぶりにリリースされたオリジナルアルバムで、中島みゆきをはじめ、さだまさし、南こうせつ、上田正樹、湯川れい子などのミュージシャンから楽曲を提供している。
収録曲の「夢見る勇気(ちから)」は、中島のアルバム『時代-Time goes around-』で雪村ヴァージョンより先に発表している。
収録曲の「虹〜Singer〜」は、ライヴアルバム『のちのおもひに』及び、オリジナルアルバム『おもひで泥棒』に、歌詞とタイトルを「虹〜ヒーロー〜」に変更して、セルフカバーしている。

## リリース
1994年4月8日にCDのみで、東芝EMIのEASTWORLDレーベルから発売された。
2013年11月13日に、ユニバーサルミュージックのEASTWORLDレーベルから『タワレコ良盤発掘隊シリーズ』の一つとして、タワーレコード限定でデジタルリマスターを施されて再発売された。

## 批評
| 専門評論家によるレビュー | 専門評論家によるレビュー |
| レビュー・スコア         | レビュー・スコア         |
| 出典                     | 評価                     |
| ------------------------ | ------------------------ |
| CDジャーナル             | 肯定的                   |

『CDジャーナル』は、「決して歌謡曲にならない歌唱は、ある意味での洋楽世代の強さであり、弱点と思わせる」と指摘し「1950〜1960年代に青春の日々を送ったひとならではの洗練度と歌唱スタイルが、どんな歌をうたっても出ている。」と肯定的な評価をしている。

## 収録曲

### CD
| #         | タイトル                   | 作詞               | 作曲                                     | 編曲               | 時間  |
| --------- | -------------------------- | ------------------ | ---------------------------------------- | ------------------ | ----- |
| 1.        | 「可愛いい女」             | 松本一起           | 南こうせつ                               | 鷺巣詩郎           | 4:30  |
| 2.        | 「夢見る勇気(ちから)」     | 中島みゆき         | 中島みゆき                               | 鷺巣詩郎           | 3:39  |
| 3.        | 「愛を届けて……」           | BORO               | 上田正樹                                 | 新川博             | 5:27  |
| 4.        | 「愛ゆえに……」             | 小林和子           | 岸正之                                   | 森英治             | 4:56  |
| 5.        | 「ママは何でも知っている」 | 田口俊             | ジョーイ・カルボーン, ジェフ・コロザース | 鷺巣詩郎           | 4:01  |
| 6.        | 「終焉〜ジ・エンド〜」     | 湯川れい子         | 辻畑鉄也                                 | 森英治             | 4:23  |
| 7.        | 「シンデレラ・ラプソディ」 | 東京バナナボーイズ | 東京バナナボーイズ                       | 東京バナナボーイズ | 4:20  |
| 8.        | 「この道のどこかで」       | 雪村いづみ         | 甲斐正人                                 | 千住明             | 6:09  |
| 9.        | 「窓辺の天使」             | 森雪之丞           | 大森隆志                                 | 新川博             | 4:56  |
| 10.       | 「ふたつの FALL IN LOVE」  | 竹内マナブ         | 海福知弘                                 | 新川博             | 4:19  |
| 11.       | 「ときめく心だけで」       | 鮎川めぐみ         | 和泉常寛                                 | 新川博             | 5:23  |
| 12.       | 「微笑みから始めましょう」 | 姫野純一           | 高橋伸明                                 | 新川博             | 4:38  |
| 13.       | 「虹〜Singer〜」           | さだまさし         | さだまさし                               | 千住明             | 5:56  |
| 合計時間: | 合計時間:                  | 合計時間:          | 合計時間:                                | 合計時間:          | 62:37 |

## 参加ミュージシャン
| 可愛いい女 - Piano : 富樫春生 - Bass : 高水健司 - Drums : 山木秀夫 - Guitar : 梶原順 - Strings : 西川グループ - Saxophone : 土岐英史 夢見る勇気(ちから) - Piano : 富樫春生 - Bass : 高水健司 - Drums : 山木秀夫 - Guitar : 梶原順 - Strings : 西川グループ - Chorus : 杉本和世, Susy Kim 愛を届けて…… - Piano : 新川博 - Bass : 伊藤広規 - Drums : 長谷部徹 - Guitar : 松原正樹 愛ゆえに…… - Piano : 森英治 - Bass : 東順二 - Drums : 河野通生 - E･Guitar : 加藤博之 - A･Guitar : 嘉多山信 - Latin･Percussion : 木村誠 - Operator : 最上三樹生 ママは何でも知っている - Piano : 大谷和夫 - Guitar : 梶原順 - Operator : 松井寛 - Synthesizer : 鷺巣詩郎 - Chorus : 杉本和世, Susy Kim 終焉〜ジ・エンド〜 - Piano : 森英治 - Bass : 東順二 - Drums : 河野通生 - E･Guitar : 加藤博之 - A･Guitar : 喜多山信 - Latin･Percussion : 木村誠 - Operator : 最上三樹生 シンデレラ・ラプソディ - All in instrumental : 東京バナナボーイズ | この道のどこかで - Conductor : 熊谷弘 - Piano : 菅野よう子 - Percussion : 神谷百子 - Flute : 旭孝 - Oboe : 石橋雅一 - Clarinet : 南川肇 - Fagotto : 大畠篠亮 - Horn : 沖田晏宏 - Harp : 山川恵子 - Guitar : 千代正行 - Strings : 篠崎正嗣グループ 窓辺の天使 - Piano : 新川博 - Bass : 伊藤広規 - Drums : 長谷部徹 - Guitar : 松原正樹 - Saxophone : 矢口博康 ふたつの FALL IN LOVE - Piano : 新川博 - Bass : 青木智仁 - Drums : 村上秀一 - Guitar : 松原正樹 - Chorus : 杉本和世, Susy Kim - Trumpet : 小林正弘 - Trombone : 松本治 - Saxophone : 竹野昌邦 ときめく心だけで - Piano : 新川博 - Bass : 青木智仁 - Drums : 村上秀一 - Guitar : 松原正樹 微笑みから始めましょう - Piano : 新川博 - Bass : 美久月千晴 - Drums : 長谷部徹 - Guitar : 鈴木茂 - Latin･Percussion : 鳴島英治 虹〜Singer〜 - Conductor : 熊谷弘 - Piano : 菅野よう子 - Percussion : 神谷百子 - Flute : 旭孝 - Oboe : 石橋雅一 - Clarinet : 南川肇 - Fagotto : 大畠篠亮 - Horn : 沖田晏宏 - Harp : 山川恵子 - Guitar : 千代正行 - Strings : 篠崎正嗣グループ |

## リリース日一覧
|   | リリース日     | レーベル                             | 規格 | 規格品番   | 形態                                                                 |
| - | -------------- | ------------------------------------ | ---- | ---------- | -------------------------------------------------------------------- |
| 1 | 1994年4月8日   | 東芝EMI / EASTWORLD                  | CD   | TOCT-8364  |                                                                      |
| 2 | 2013年11月13日 | ユニバーサルミュージック / EASTWORLD | CD   | QIAG-70084 | 【Tower To The People】タワレコ良盤発掘隊シリーズ デジタルリマスター |

## カバー
| 曲名         | アーティスト | 収録作品           | 発売日         | 備考 |
| ------------ | ------------ | ------------------ | -------------- | ---- |
| 虹〜Singer〜 | 岩崎宏美     | 『Dear Friends V』 | 2010年10月20日 |      |
| 虹〜Singer〜 | 柴田節子     | 『INORI』          | 2012年12月19日 |      |